# Neocallitropsis pancheri
Neocallitropsis pancheri là một loài thực vật hạt trần trong họ Cupressaceae. Loài này được Carrière de Laub. mô tả khoa học đầu tiên năm 1972.